# RC Avusy
Der Rugby Club Avusy (kurz RC Avusy) ist ein Schweizer Rugby-Union-Verein aus Avusy im Kanton Genf. Er ist in der höchsten Spielklasse, der Nationalliga A, vertreten. Bisher wurde er dreimal Schweizer Meister und zweimal Cupsieger.

## Geschichte
Die Gründung des RC Avusy erfolgte im Jahr 1989 durch fünf Freunde, die im ländlichen westlichen Teil des Kantons Genf einen neuen Verein etablieren wollten. Der Verein trug seine ersten Spiele noch auf dem Waffenplatz von Epeisses aus, ehe die Vereinsmitglieder wenig später in Athenaz ein eigenes Spielfeld einrichteten. Avusy begann zunächst in der Nationalliga C und stieg nach zwei Jahren in die Nationalliga B auf. Bereits 1993 holte Avusy den Meistertitel der zweiten Spielklasse, was mit dem erstmaligen Aufstieg in die Nationalliga A verbunden war. Nach jeweils einer weiteren Saison in der Nationalliga B folgte 1996 und 2000 erneut der Aufstieg. Im neuen Jahrtausend gelang es dem Verein, sich in der höchsten Spielklasse zu etablieren.
Am Ende der Saison 2003 stand Avusy erstmals als Schweizer Meister fest. Nachdem er 2009 ein weiteres Mal abgestiegen war, gelang dem Verein in der Saison 2009/10 sogleich der Wiederaufstieg. Als Aufsteiger stiess Avusy in der Saison 2010/11 bis in den Meisterschaftsfinal vor und sicherte sich mit einem 15:12-Sieg über den Stade Lausanne RC den zweiten Meistertitel der Vereinsgeschichte. Kurz darauf gewann er auch den Cupfinal gegen den Hermance RRC, womit ihm das Double gelang. In der Saison 2011/12 schaffte Avusy die Verteidigung des Meistertitels, mit einem 13:10-Finalsieg über den Nyon RC. Der Verein konnte sein Niveau daraufhin nicht mehr halten und stieg 2018 sogar ab. Als Zweitligist konnte Avusy in der Saison 2018/19 zum zweiten Mal den Schweizer Cup für sich entscheiden; ebenso gelang die sofortige Rückkehr in die Nationalliga A.

## Stadion
Heimspiele werden im Stade d’Athenaz ausgetragen, das im Mai 2002 eröffnet wurde. Es befindet sich neben dem Schulhaus am Rande des zur Gemeinde Avusy gehörenden Dorfes Athenaz und ist Teil eines kleineren Sportzentrums, zu dem auch ein Clubhaus und der Gemeindesaal gehören. Ebenso nutzt der Genfer Verein Servette RC, der in der vierthöchsten französischen Liga Nationale 2 spielt, das Stade d’Athenaz für einen Teil seiner Heimspiele.

## Erfolge
- Schweizer Meister: 2003, 2011, 2012
- Meister Nationalliga B: 1993, 1996, 2000, 2010, 2019
- Cupsieger: 2011, 2019